# Louise Moillon
Louise Moillon foi uma pintora francesa de naturezas mortas da era barroca. Está registrado que ela se tornou conhecida como uma das melhores pintoras de naturezas-mortas de seu tempo, pois seu trabalho foi comprado pelo rei Carlos I da Inglaterra, bem como pela nobreza francesa. As obras de Moillon mostram a influência da pintura flamenga em seus efeitos trompe l'oeil, mas são caracteristicamente francesas em sua elegância. Moillon criou cerca de 40 pinturas durante sua vida, que são mantidas em museus e coleções particulares.

## Biografia
Louise Moillon nasceu emParis no final de 1609 ou início de 1610, numa família de pintores calvinistas. Ela cresceu no bairro de Saint-Germain-des-Prés, em Paris, uma área conhecida como refúgio para protestantes perseguidos religiosamente, principalmente do sul da Holanda. Esta área também é conhecida pela presença de pintores tradicionais holandeses, que podem ter contribuído para o desenvolvimento do estilo de pintura de Louise.